# Tabanus gilvus
Tabanus gilvus är en tvåvingeart som beskrevs av Schuurmans Stekhoven 1926. Tabanus gilvus ingår i släktet Tabanus och familjen bromsar. Inga underarter finns listade i Catalogue of Life.